# Ried im Zillertal
Ried im Zillertal  är en ort och kommun i distriktet Schwaz i förbundslandet Tyrolen i Österrike.